# Gambia-Schlitznase
Die Gambia-Schlitznase (Nycteris gambiensis) ist eine in Westafrika verbreitete Fledermaus in der Familie der Schlitznasen. Sie ist eng mit der Ägyptischen Schlitznase (Nycteris thebaica) verwandt.

## Merkmale
Namensgebend ist der Schlitz im Nasenblatt, an dem sich kleinere Hautlappen befinden. Mit 35 bis 44 mm langen Unterarmen ist die Art ein kleiner bis mittlerer Familienvertreter. Das Fell der Oberseite hat eine graubraune, sepiabraune und beige Farbe, wobei der Abschnitt nahe der Haarwurzel manchmal dunkler ist. Auf der Unterseite kommt leicht helleres Fell vor. Der Tragus im Ohr ähnelt einer umgedrehten Birne und die Augen sind sehr klein. Die Gambia-Schlitznase hat schwarzbraune Flügel und eine braune Schwanzflughaut. Im Oberkiefer besitzen die Schneidezähne zwei Höcker. Äußerlich sind mit Ausnahme der Geschlechtsorgane keine Unterschiede zwischen Weibchen und Männchen erkennbar. Bei der Ägyptischen Schlitznase ist der Unterschied zwischen dunkler Oberseite und heller Unterseite deutlicher.
Die Kopf-Rumpf-Länge beträgt 45 bis 50 mm, die Schwanzlänge variiert zwischen 45 und 55 mm, die Hinterfüße sind 11 bis 13 mm lang, es sind 24 bis 30 mm lange Ohren vorhanden und das Gewicht liegt bei 7 bis 9 g.

## Verbreitung und Lebensweise
Das Verbreitungsgebiet reicht von Senegal und Gambia bis ins zentrale Nigeria. Die Art lebt im Flachland und erreicht in verschiedenen Staaten der Region nicht die Atlantikküste. Sie hält sich vorwiegend in feuchten und trockenen Savannen auf und besucht Siedlungen sowie offene bewirtschaftete Wälder.
Die Exemplare bilden an den Ruheplätzen in Höhlen, Baumhöhlen und Gebäuden kleinere bis mittelgroße Kolonien mit etwa ein Dutzend oder hunderten Mitgliedern.

## Gefährdung
In begrenzten Regionen wirkt sich die Umwandlung der Savannen in Ackerland negativ aus. Die IUCN listet die Gambia-Schlitznase als nicht gefährdet (least concern), da sie in geeigneten Habitaten nicht selten ist.